# Ceina carinata
Ceina carinata is een vlokreeftensoort uit de familie van de Ceinidae. De wetenschappelijke naam van de soort is voor het eerst geldig gepubliceerd in 1936 door Pirlot.